# Nopcsa László
Báró felsőszilvási Nopcsa László (Alsófarkadin, Hunyad vármegye, 1794. július 6. – Déva, Hunyad vármegye, 1884. január 12.), Hunyad vármegye főispánja, a főrendiház örökös tagja, földbirtokos. Nopcsa László báró a legenda szerint Jókai Mór Szegény gazdagok című regénynek a szereplőjét a "Fatia Negrát" őróla mintázta.

A báró felső-szilvási Nopcsa család címere

## Élete
A nemesi származású báró Nopcsa családban született. Apja Nopcsa Ferenc, földbirtokos, anyja osztoniczai Csóka Mária volt. Az apai nagyszülei Nopcsa Péter, földbirtokos, aki 1771-ben Hunyad vármegyei alispán, és Sinkay Krisztina voltak. Fivére idősebb báró felsőszilvási Nopcsa Elek (1775–1862) erdélyi udvari kancellár, a Lipót-rend nagy-keresztese és a Szent István-rend vitéze, földbirtokos, aki 1855. december 31-én osztrák bárói rangot nyert. Mivel idősebb Nopcsa Elek báró gyermektelen volt, e bárói ág kihalásához közeledvén, 1856. szeptember 18-án kelt legfelsőbb elhatározással a bárósság idősebb Nopcsa Eleknek testvérére, Nopcsa László, volt Hunyad megyei főispánra, ráruháztatott, amelyet az uralkodott megerősített.
1830-ban Hunyad vármegye főszolgabírójaként tevékenykedett. 1833 és 1848 között Hunyad megye főispánja volt. Legelterjedtebb nézetek szerint Jókai egy valóban élt személyről mintázta Fatia Negra alakját az 1860-ban megjelent Szegény gazdagok című regényben: egy utazása során ismerte meg Nopcsa László báró történetét, akiről olyan legendák terjengtek, hogy időnként mint rablóharamia fosztogatja a környék lakosságát. A regény megjelenése után több helybéli látni vélte a párhuzamot Fatia Negra és Nopcsa báró között, sőt, állítólag maga a báró is felfedezte azt. A legenda azért alakulhatott ki, mert állítólag egyszer a rendőrségnek kellett magyarázkodnia egy feleségének vásárolt nyaklánc miatt. Mert az ajándékozást követő bálon, egy dzsentriasszony felismerte, hogy az az ő nyaklánca, amit nemrégiben tulajdonítottak el tőle haramiák. Bár a báró azonnal visszaszolgáltatta a lopott ékszert eredeti tulajdonosának, semmi sem mentette meg őt attól, hogy a pletyka megszülessen. Ráadásul még a korabeli rendőrségi könyvekben is fennmaradt, hogy a Fatia Negra bandájának üldözésekor a haramiavezérnek többször a Nopcsa erdőkben veszett nyoma, bár a társait minden egyes alkalommal lefülelték, őt magát soha nem sikerült elkapni. Persze ezek után a kétes hírű főispán mindig tisztességesen megvendégelte a pórul járt csendőröket.

## Házasságai és leszármazottjai
Első felesége kézdiszentléleki Kozma Ágnes (*1795.–Kolozsvár, 1847. február 17.), akitől született:
- báró Nopcsa Ferenc (Alsófarkadin (Hunyad megye), 1815. március 14. – Szacsal, 1904. június 24.) főispán, a főrendiház tagja, Erzsébet császárné és királyné főudvarmestere.

Első neje halála után a második házastársa borbátvizi Bája Mária (*1821. április 9.–Déva, 1882. december 17.), akinek a szülei Bája István, földbirtokos és Czenker Mária (1796–1868) voltak; Bája István halála után Czenker Mária gróf Tholdy Ádámnak a házastársa lett. Nopcsa László és Bája Mária frigyéből született:
- báró Nopcsa Elek (Bécs, 1848. október 24. – Újarad, 1918. március 7.) császári és királyi kamarás, országgyűlési képviselő, színházi intendáns. Felesége: gróf Zelenka-Zelenski Matild (*Újarad, 1852. április 28.–†Budapest, 1938. december 25.). Nopcsa Elek báró és gróf  Zelenka-Zelenski Matild fia: báró Nopcsa Ferenc (1877–1933), dr. phil., paleontológus, geológus, a MTA tagja, a Magyar Földtani Intézet igazgatója.